# Cercaria sevillana
Cercaria sevillana is een soort in de taxonomische indeling van de platwormen (Platyhelminthes). De worm is tweeslachtig en kan zowel mannelijke als vrouwelijke geslachtscellen produceren. De soort leeft in zeer vochtige omstandigheden. 
De platworm komt uit het geslacht Cercaria. Cercaria sevillana werd in 2002 beschreven door Russel-Pinto & Bartoli.